# Lijst van burgemeesters van Sambeek
Dit is een lijst van burgemeesters van de voormalige Nederlandse gemeente Sambeek tot die gemeente in 1942 opgeheven werd waarbij een groot deel naar Boxmeer ging.
| Ambtsperiode | Naam burgemeester           | Partij of stroming | Bijzonderheden            |
| ------------ | --------------------------- | ------------------ | ------------------------- |
| 1811 - 1812  | Hubert Jean Schirmer        |                    | maire                     |
| 1813 - 1843  | J. Janssen                  |                    | maire/schout/burgemeester |
| 1844 - 1855  | Chr. van den Bosch          |                    |                           |
| 1855 - 1864  | J. van Hassem               |                    |                           |
| 1864 - 1887  | Johannes (J.) van den Bosch |                    |                           |
| 1887 - 1913  | Lambertus Jacobus Stevens   |                    |                           |
| 1913 - 1942  | Petrus Leonardus Stevens    |                    | zoon van voorganger       |